# 페레로 (기업)
페레로(이탈리아어: Ferrero S.p.A.)는 이탈리아의 식품 업체이다.

## 역사
1946년, 피에트로 페레로가 이탈리아 북서부의 작은 마을 피에몬테주 알바에서 페레로를 창업했다. 미켈레 페레로는 페레로 그룹의 2대째 오너로 1949년부터 부임했다. 1946년 토리노 부근에서 피에트로 페레로가 개암과 코코아를 넣은 발라먹기 편한 스프레드를 제조하여 판매하였으며,  초기버전인 슈퍼크레마로 출시해서 초대박을 친 이후에, 누텔라라는 제품으로 전세계에 히트를 치게된다.
피에트로 페레로의 아들인 미켈레 페레로는 가족 기업으로 페레로의 사업을 확장하여 고급 초콜릿과 각종 제과류를 제조·판매하여 페레로는 세계적인 제과업체로 발전하였다. 코코아 스프레드 누텔라와 초콜릿 페레로 로쉐가 특히 유명하다. 대한민국과 중국에서는 최근 매일유업에서 누텔라와 페레로 로쉐, 킨더 초콜릿을 제조·판매하고 있다.

## 같이 보기
- 누텔라
- 페레로 로쉐
- 킨더 초콜릿